# Rodero
Rodero (lombardul: Roeudor) település Olaszországban, Lombardia régióban, Como megyében. Lakosainak száma 1266 fő (2023. január 1.). Rodero Bizzarone, Valmorea, Solbiate con Cagno, Cantello és Stabio községekkel határos.

## Népesség
A település lakossága az elmúlt években az alábbi módon változott:
| Lakosok száma | 1316 | 1381 | 1266 |
|               | 2017 | 2018 | 2023 |